# St. Georg (Niederbösa)

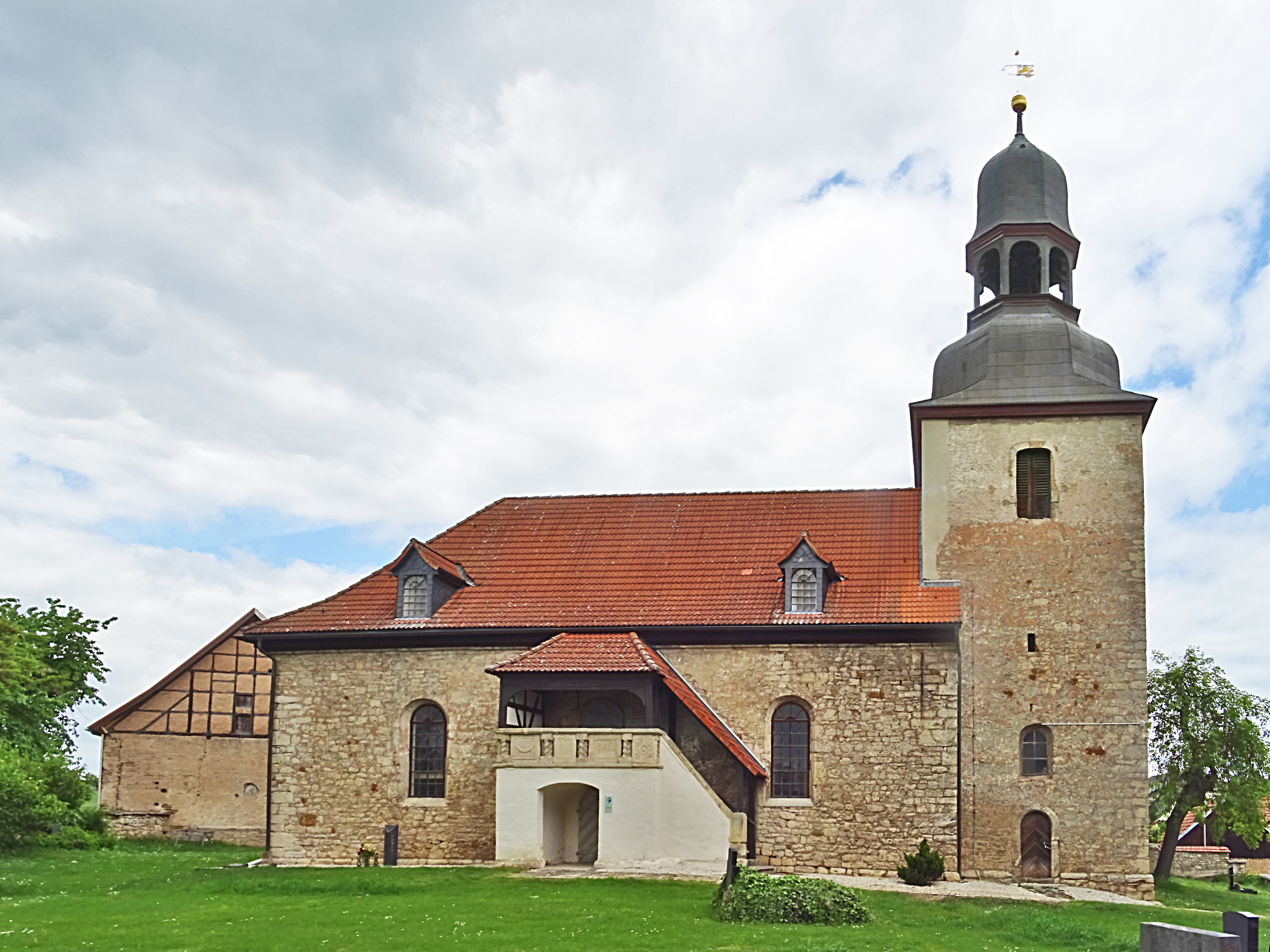
St. Georg

Die evangelisch-lutherische, denkmalgeschützte Pfarrkirche St. Georg steht in Niederbösa, einer Gemeinde im thüringischen Kyffhäuserkreis. St. Georg gehört zur Kirchengemeinde Trebra-Niederbösa im Pfarrbereich Greußen-Großenehrich im Kirchenkreis Bad Frankenhausen-Sondershausen der Evangelischen Kirche in Mitteldeutschland.

## Beschreibung
Die Saalkirche wurde von 1698 bis 1701 im ummauerten Friedhof nach Abbruch des Vorgängerbaus unter Wiederverwendung der Bruchsteine errichtet. Eine entsprechende Inschrift findet sich an der Sonnenuhr an der Südseite. Der Chorturm ist bedeckt mit einer Haube, auf der eine offene Laterne sitzt. Das Langhaus hat ein abgewalmtes Satteldach. An der Südseite befindet sich der überdachte Aufgang zu den Emporen. Die Brüstung vor dem Podest hat gewundene Steinsäulchen. Das Kirchenschiff hat an drei Seiten zweigeschossige Emporen und ist mit einem hölzernen Tonnengewölbe überspannt. Der Kanzelaltar hat Schnitzwerk aus Laub- und Bandelwerk sowie eine Figur des auferstandenen Christus, geschaffen 1709/10 von Johann Martin Schwanhold. 1874 wurde er umgebaut und teilweise ergänzt. Das Taufbecken ist um 1700 entstanden. Die Orgel mit sieben Registern, verteilt auf ein Manual und ein Pedal, wurde 1967 von Hartmut Schüßler aus Greiz gebaut.
Die Renovierungen der Kirche erfolgten vor allem 1874, 1858–60 und 1989–91.